# 愛宕索道

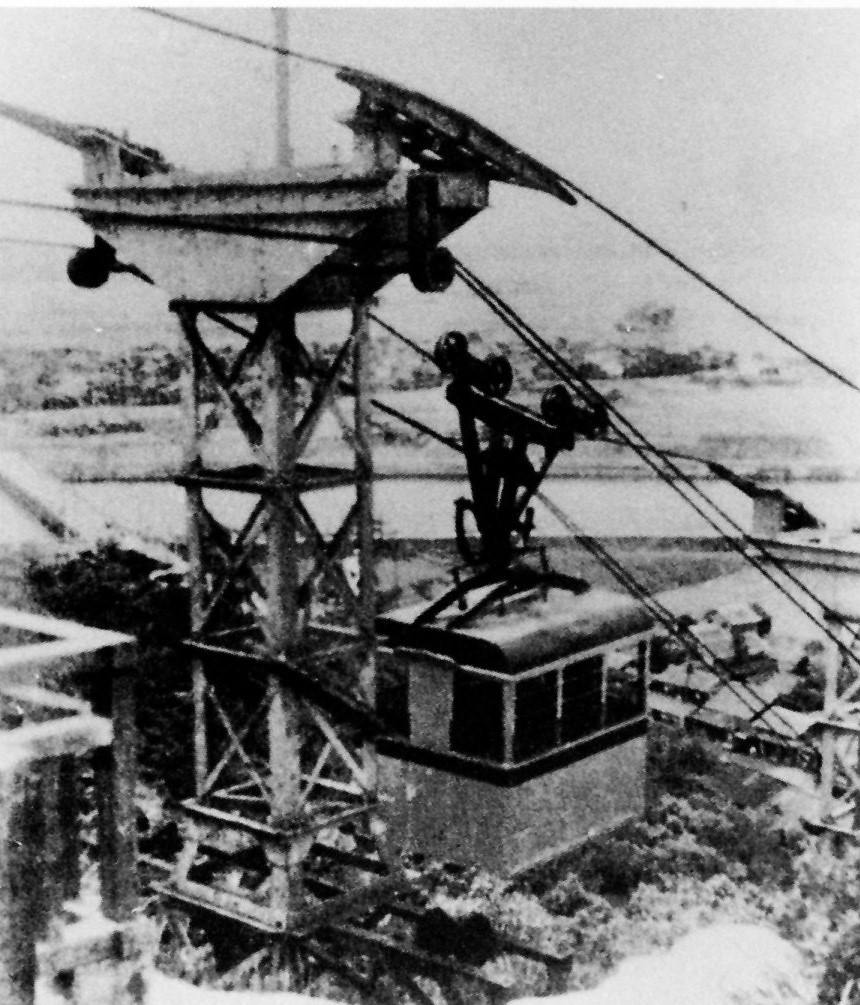
運行中の愛宕索道

愛宕索道（あたごさくどう）は、かつて福岡県福岡市に存在した索道。旅客用としては九州初、日本でも2番目の索道線だった。

## 沿革
1928年（昭和3年）、旅館主の結城儀郎や豪商の西山三郎など数名の有志によって、鷲尾愛宕神社（愛宕神社）の参拝客輸送を目的に開業した。物珍しさもあって人気があり、西山の死後は長女夫妻に経営が継続された。
しかし第二次世界大戦に入ると、従業員の徴兵や機材の供出、1943年（昭和18年）不要不急線に指定され廃止、設備は供出された。

## 構造
国道202号沿いの乗車場（現・福岡市西区愛宕2丁目）と愛宕山の頂上にある山上駅の間の全長131m、高低差60mを結んだ。搬器定員8名の箱型車体2両のみの小規模なロープウェイで、所要時間は2分、運賃は片道2銭だった。のちに戦前の主流となる支索1本・曳索2本の3線交走式を日本の旅客索道で初めて採用した。設備・搬器は大阪工務所が製造した。
索道（ロープウェイ）であるが、新聞報道や地図では「ケーブルカー」と呼ばれ、看板にも「アタゴノケーブルカー」と書かれていた。

## 遺構
1998年（平成10年）に愛宕神社によって案内板が設置されたほか、2017年（平成29年）に山上駅の遺構が発見され、新たな案内板が設置された。